# Marlon de Souza Lopes
Marlon de Souza Lopes (nacido el 5 de septiembre de 1976) es un exfutbolista brasileño que se desempeñaba como delantero.
Jugó para clubes como el Kawasaki Frontale.

## Trayectoria

### Clubes
| Club              | País  | Año  |
| ----------------- | ----- | ---- |
| Kawasaki Frontale | Japón | 2002 |

## Estadística de carrera

### J. League
| Club              | Año   | J. League | J. League | Copa J. League | Copa J. League | Total | Total |
| Club              | Año   | Part.     | Goles     | Part.          | Goles          | Part. | Goles |
| ----------------- | ----- | --------- | --------- | -------------- | -------------- | ----- | ----- |
| Kawasaki Frontale | 2002  | 23        | 12        | -              | -              | 23    | 12    |
| Total             | Total | 23        | 12        | 0              | 0              | 23    | 12    |